# Premi Cóndor de Plata al millor actor de repartiment
El Premi Cóndor de Plata al millor actor de repartiment és un dels guardons concedits per l'Asociación de Cronistas Cinematográficos de la Argentina, per a donar un distingit reconeixement a les actuacions d'actors en rols de repartiment o secundaris en una pel·lícula de l'any anterior a la cerimònia de lliurament d'aquest premi.

## Guanyadors
| Any  | Actor                                | Pel·lícula                                        |
| ---- | ------------------------------------ | ------------------------------------------------- |
| 2020 | Luis Ziembrowski                     | Los sonámbulos                                    |
| 2019 | Diego Cremonesi Daniel Fanego        | Rojo El Ángel                                     |
| 2018 | Claudio Rissi                        | La novia del desierto                             |
| 2017 | Lautaro Delgado                      | Gilda, no me arrepiento de este amor              |
| 2016 | Lautaro Delgado                      | Kryptonita                                        |
| 2015 | Oscar Martínez                       | Relatos salvajes                                  |
| 2014 | Guillermo Pfening                    | Wakolda                                           |
| 2013 | Daniel Fanego                        | Todos tenemos un plan                             |
| 2012 | Claudio Rissi                        | Aballay, el hombre sin miedo                      |
| 2011 | Luciano Cáceres Willy Lemos          | La mosca en la ceniza Paco                        |
| 2010 | Guillermo Francella                  | El secreto de sus ojos                            |
| 2009 | Gabriel Goity                        | Un novio para mi mujer                            |
| 2008 | Diego Peretti                        | La señal                                          |
| 2007 | Arturo Goetz                         | Derecho de familia                                |
| 2006 | Hugo Arana                           | Cautiva                                           |
| 2005 | Daniel Fanego                        | Luna de Avellaneda                                |
| 2004 | Gustavo Garzón                       | El fondo del mar                                  |
| 2003 | Enrique Liporace                     | Bolivia                                           |
| 2002 | Eduardo Blanco                       | El hijo de la novia                               |
| 2001 | Claudio Rissi                        | 76 89 03                                          |
| 2000 | Eduardo Blanco                       | El mismo amor, la misma lluvia                    |
| 1999 | Gabriel Goity                        | Secretos compartidos                              |
| 1998 | Eusebio Poncela                      | Martín (Hache)                                    |
| 1997 | Juan Leyrado                         | Despabílate amor                                  |
| 1996 | Tincho Zabala                        | No te mueras sin decirme adónde vas               |
| 1995 | Pepe Soriano                         | Una sombra ya pronto serás                        |
| 1994 | Enrique Pinti                        | Perdido por perdido                               |
| 1993 | José Sacristán                       | Un lugar en el mundo                              |
| 1992 | Patricio Contreras                   | Después de la tormenta                            |
| 1991 | Pablo Britcha                        | Últimas imágenes del naufragio                    |
| 1990 | Alberto Segado                       | Nunca estuve en Viena                             |
| 1989 | Jorge Luz                            | Abierto de 18 a 24                                |
| 1988 | Alberto Busaid                       | Made in Argentina                                 |
| 1987 | Villanueva Cosse                     | La pel·lícula del rey                             |
| 1986 | Patricio Contreras                   | La historia oficial                               |
| 1985 | Oscar Martínez                       | Asesinato en el Senado de la Nación               |
| 1983 | Ulises Dumont                        | Últimos días de la víctima                        |
| 1982 | Ulises Dumont                        | Tiempo de revancha                                |
| 1981 | Oscar Espíndola                      | El infierno tan temido                            |
| 1974 | Sergio Renán                         | Los siete locos                                   |
| 1973 | Héctor Alterio                       | La maffia                                         |
| 1971 | Carlos Carella                       | Los herederos                                     |
| 1970 | Juan Carlos Gené                     | Don Segundo Sombra La fiaca Tiro de gracia        |
| 1968 | Juan Carlos Altavista Edgardo Suárez | Las pirañas El romance del Aniceto y la Francisca |
| 1967 | Miguel Ligero                        | Castigo al traidor El ojo que espía               |
| 1966 | Dringue Farías                       | La pérgola de las flores                          |
| 1964 | Orestes Caviglia                     | Paula cautiva                                     |
| 1963 | Jorge Rivera López                   | Los jóvenes viejos                                |
| 1962 | Jacinto Herrera                      | Hijo de hombre                                    |
| 1961 | Lautaro Murúa                        | Fin de fiesta                                     |
| 1960 | Alfredo Alcón Duilio Marzio          | El candidato                                      |
| 1959 | Walter Vidarte                       | Procesado 1040                                    |
| 1956 | Lautaro Murúa                        | Confesiones al amanecer                           |
| 1955 | Carlos Rivas                         | Barrio gris                                       |
| 1954 | Nathán Pinzón                        | El vampiro negro                                  |
| 1953 | Pedro Laxalt                         | Las aguas bajan turbias                           |
| 1952 | Santiago Gómez Cou                   | La orquídea                                       |
| 1951 | Carlos Perelli                       | Surcos de sangre                                  |
| 1950 | Alberto Closas                       | Danza del fuego                                   |
| 1949 | Enrique Chaico                       | Dios se lo pague                                  |
| 1947 | Amadeo Novoa                         | La maja de los cantares                           |
| 1946 | Froilán Varela                       | Pampa bárbara                                     |
| 1945 | Sebastián Chiola                     | El muerto falta a la cita                         |
| 1944 | Eloy Álvarez                         | Juvenilia                                         |